# Castello di Schwetzingen
Il castello di Schwetzingen (in tedesco Schloss Schwetzingen) è un'antica residenza principesca di Carlo III Filippo del Palatinato e Carlo Teodoro di Baviera situata in Germania, nella città di Schwetzingen, Baden-Württemberg.

Castello di Schwetzingen - Schloss Schwetzingen
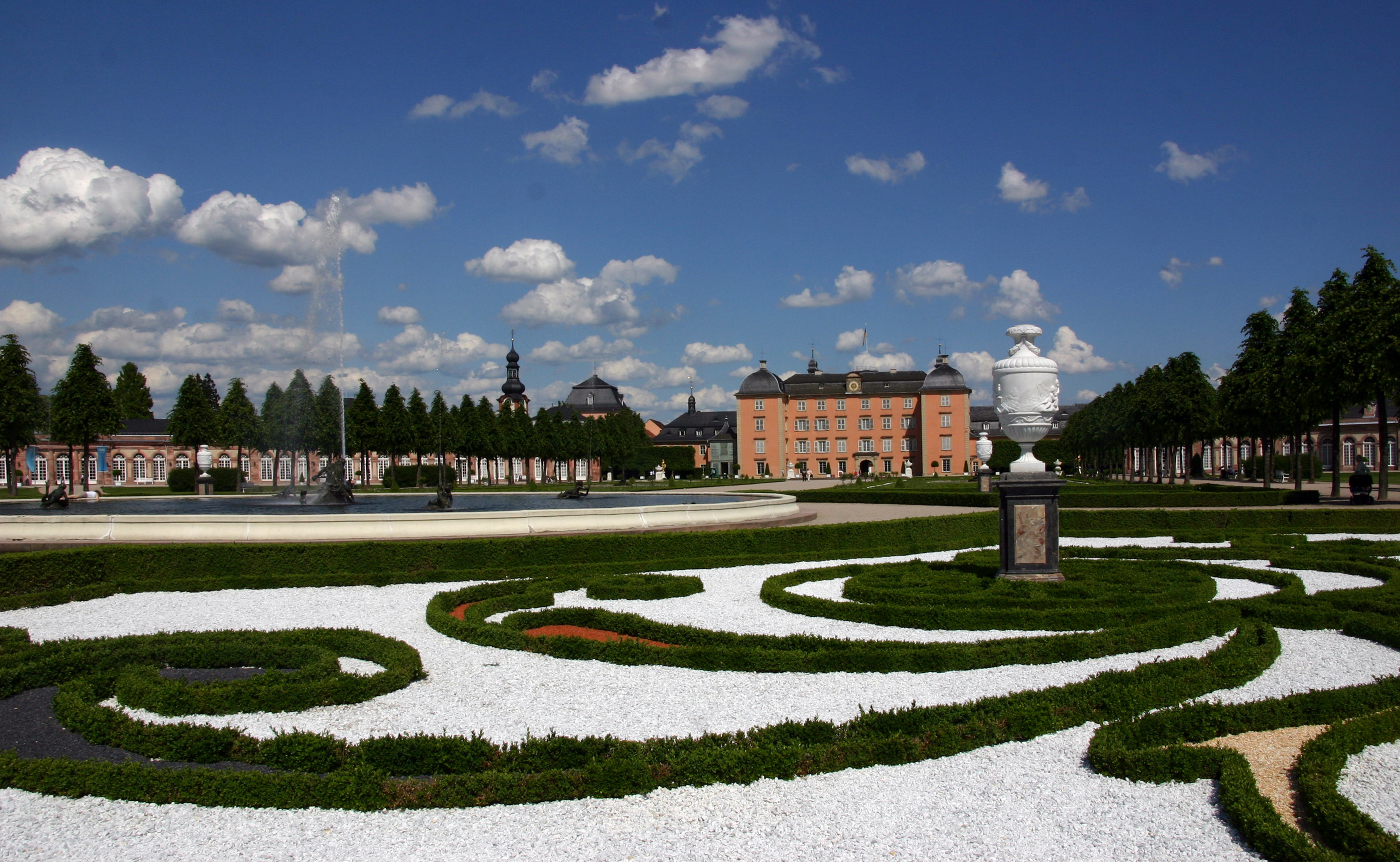
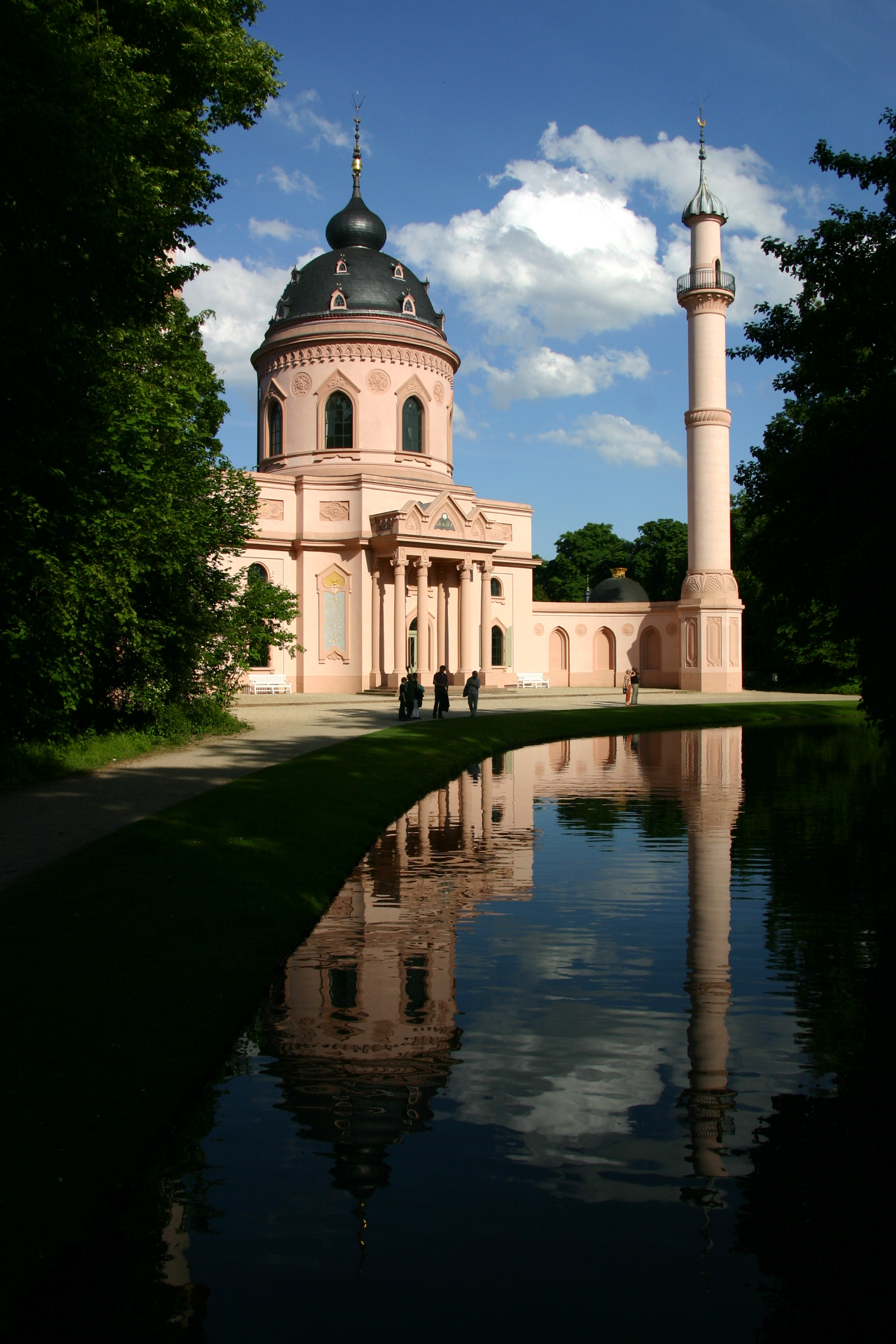
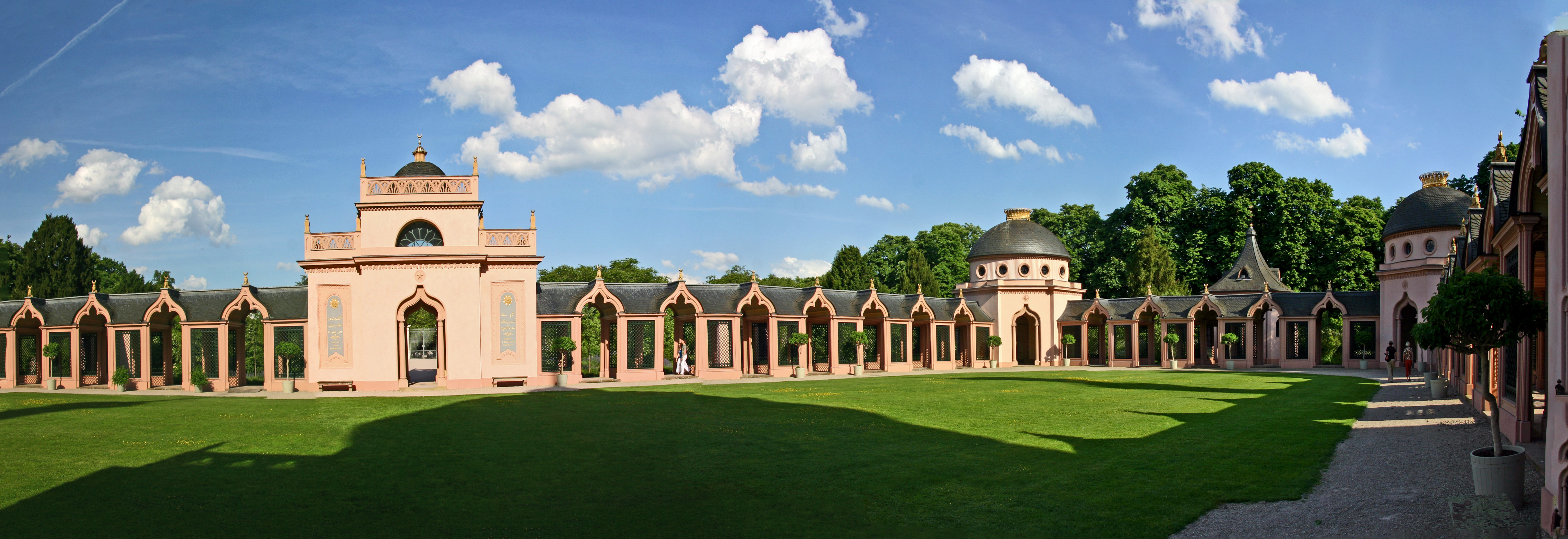
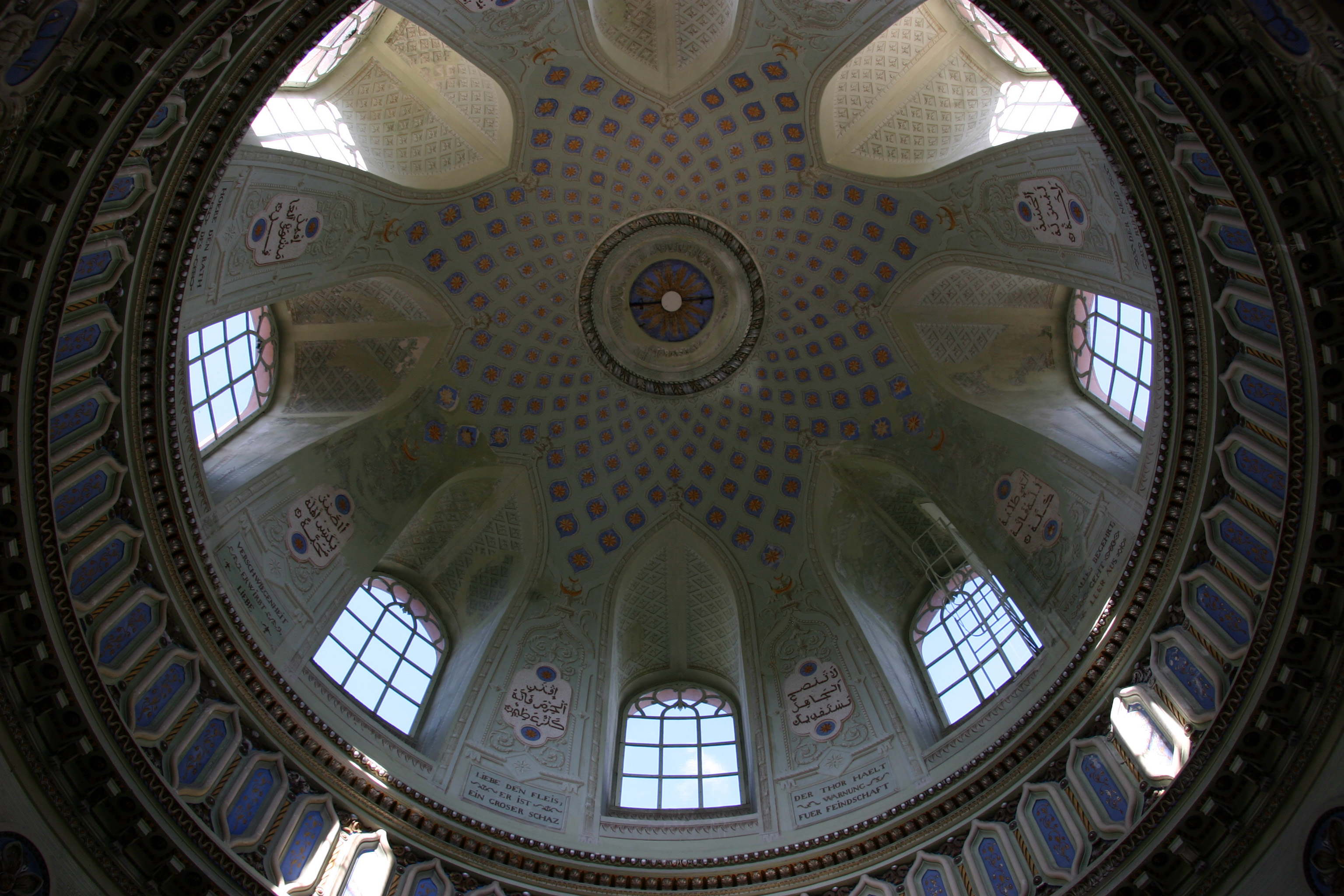
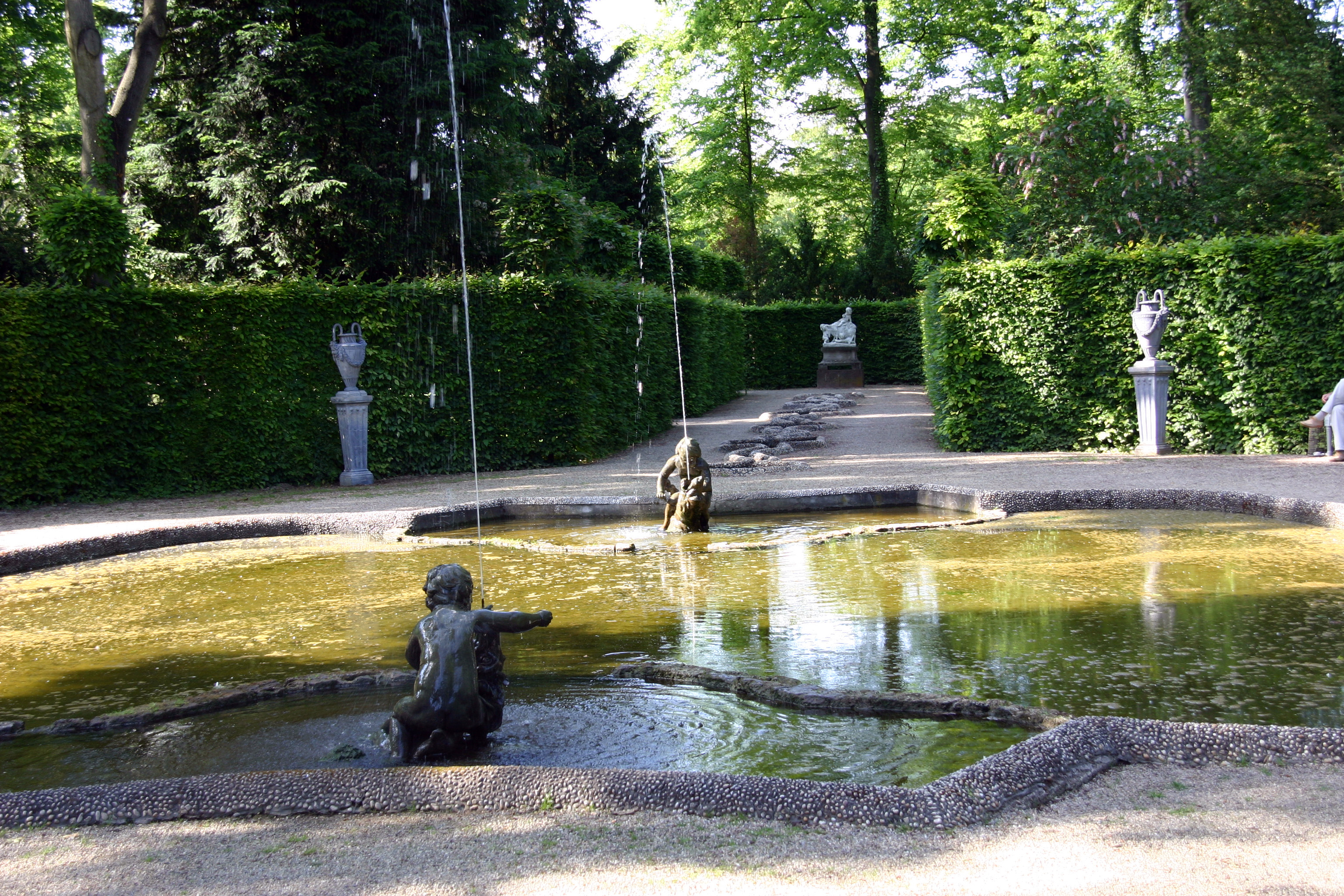
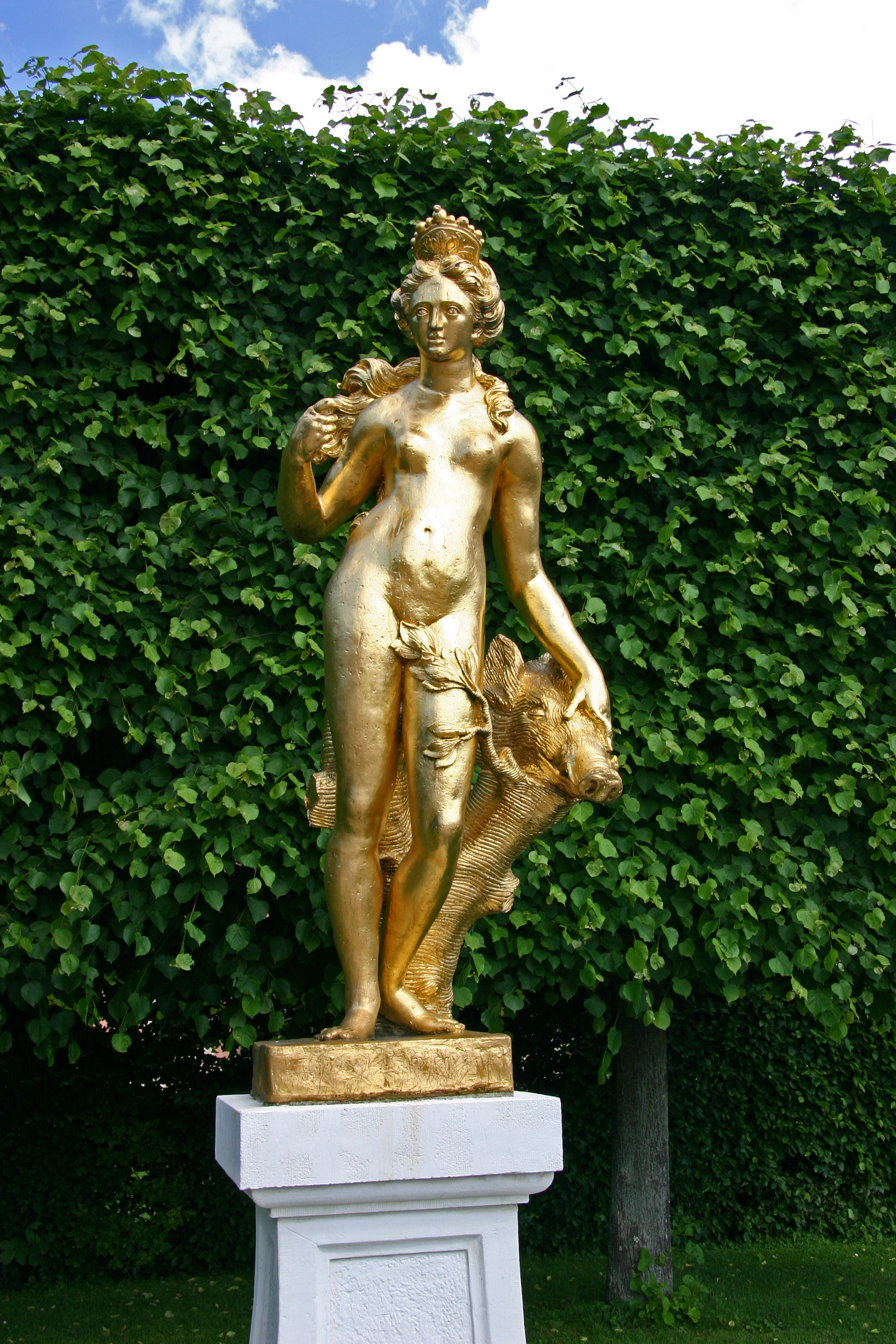
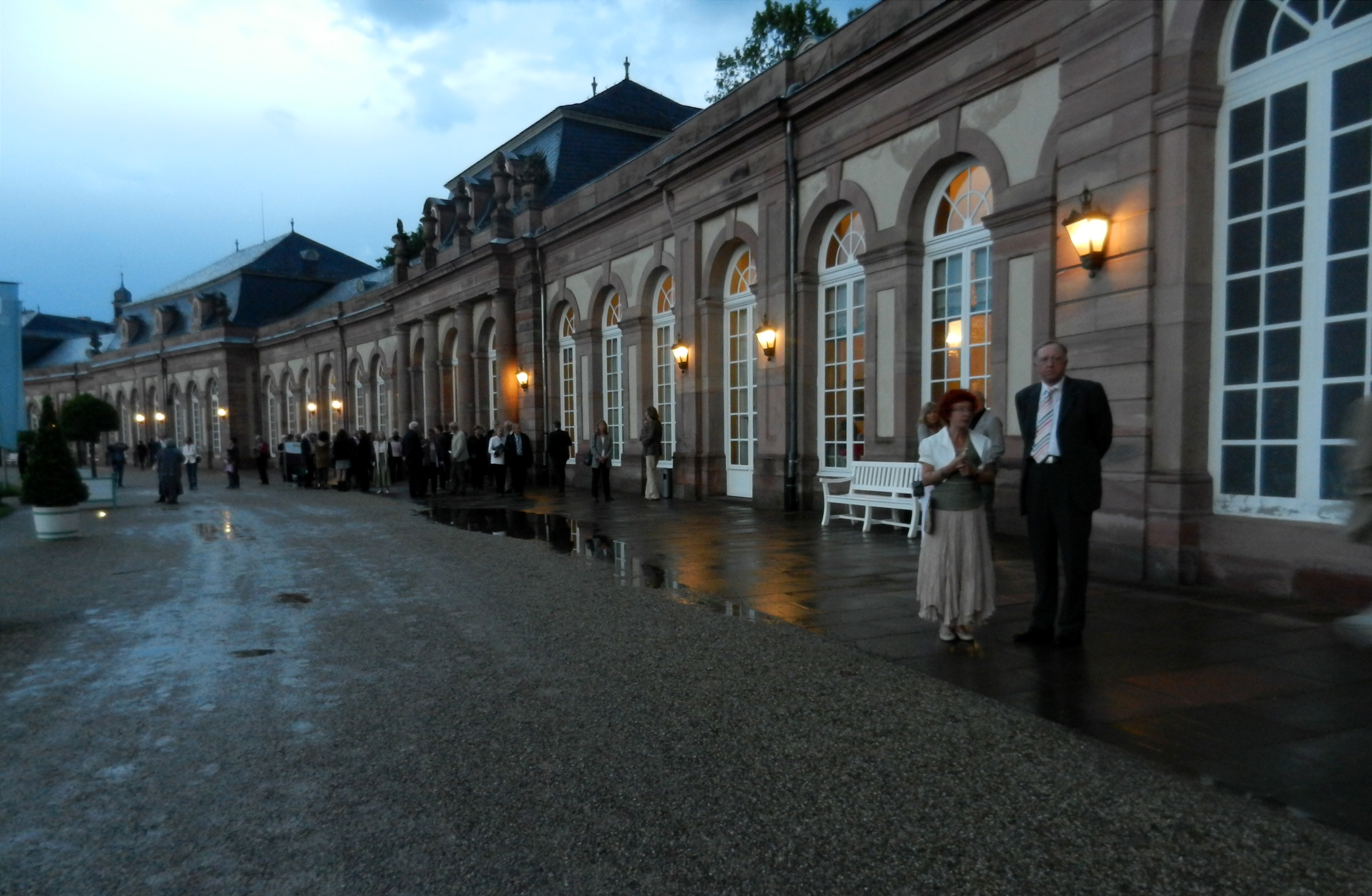
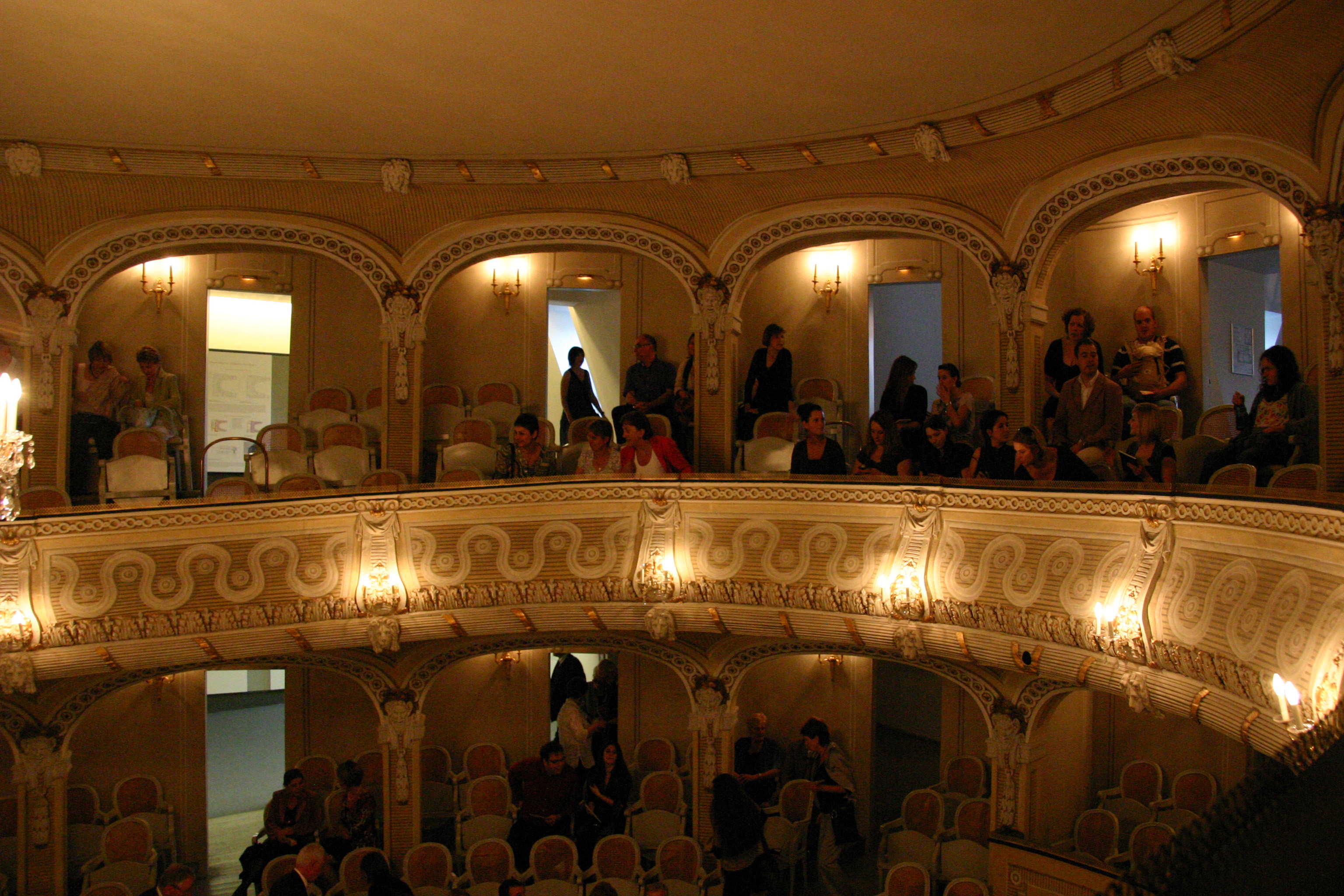